# Общество Мега
Общество Мега (англ. The Mega Society) было основано в 1982 году доктором Рональдом К. Хоэфлином для содействия психометрическим исследованиям. Открыто для тех людей, чьи результаты по тесту на общий интеллект настолько высоки, что встречаются только у одного человека на миллион.
Журнал общества издаётся регулярно с января 1982 года, сначала под названием Circle (круг), с июля 1987 года — Noesis (ноэзис, чисто умственное восприятие).